# Getryggen, Södermanland
Getryggen är en sjö i Botkyrka kommun i Södermanland som ingår i Tyresån-Trosaåns kustområde. Sjöns area är 0,024 kvadratkilometer och den befinner sig 15 meter över havet.

## Beskrivning
På en åskulle, strax söder om Malmsjön, ligger den nästan cirkelrunda sjön Getryggen, som är en vattenfylld dödisgrop. Sjön och dess omgivning har mycket högt värde ur geovetenskaplig synpunkt och omfattas av samma riksintresse för kulturmiljövården som Malmsjön och sjön Somran.